# Staetherinia tarchona
Staetherinia tarchona är en fjärilsart som beskrevs av William Schaus 1927. Staetherinia tarchona ingår i släktet Staetherinia och familjen tofsspinnare. Inga underarter finns listade i Catalogue of Life.